# Ла-Вера

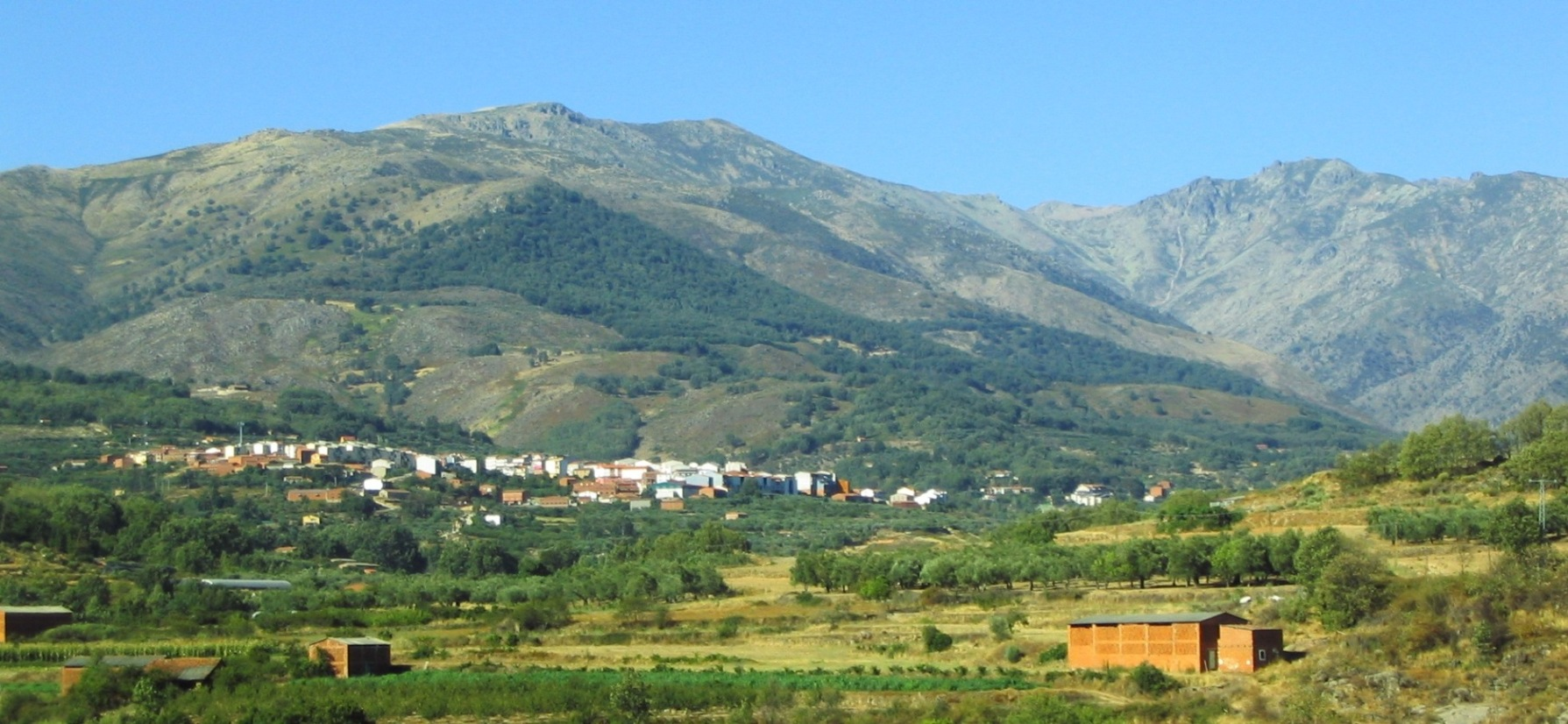

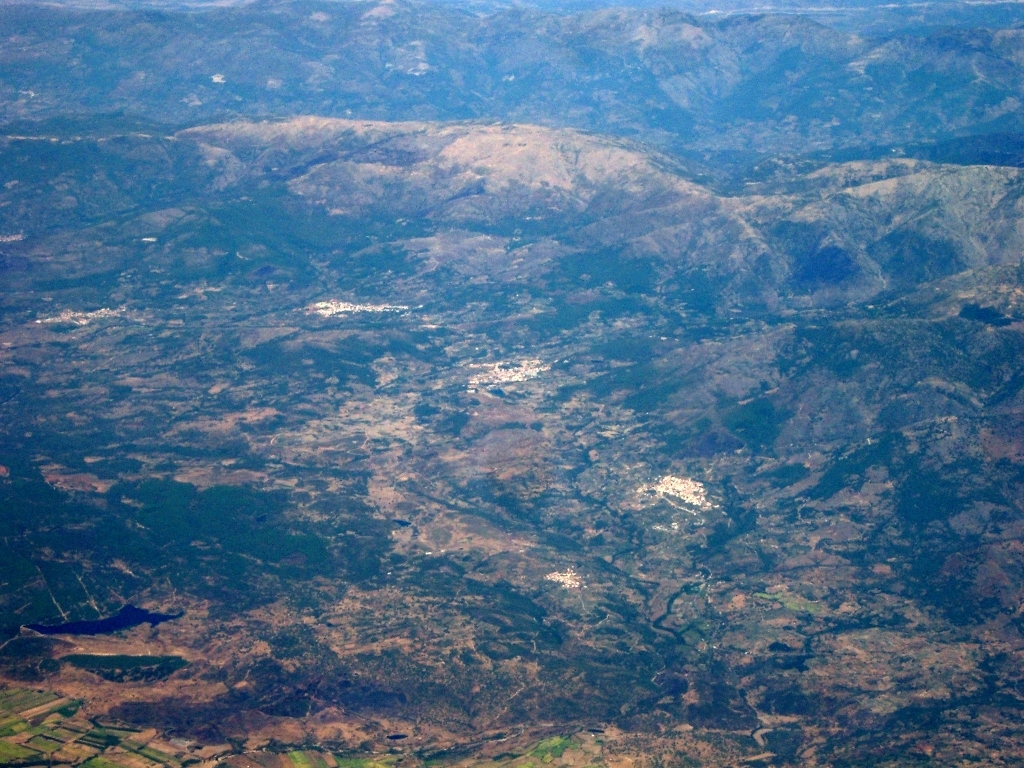

Ла-Вера (исп. La Vera)  — район (комарка) в Испании, входит в провинцию Касерес в составе автономного сообщества Эстремадура.

## Муниципалитеты
1. Альдеануэва-де-ла-Вера
2. Арройомолинос-де-ла-Вера
3. Кольядо
4. Куакос-де-Юсте
5. Гарганта-ла-Олья
6. Гаргуэра
7. Гихо-де-Санта-Барбара
8. Хараис-де-ла-Вера
9. Харандилья-де-ла-Вера
10. Лосар-де-ла-Вера
11. Мадригаль-де-ла-Вера
12. Пасарон-де-ла-Вера
13. Робледильо-де-ла-Вера
14. Талаверуэла-де-ла-Вера
15. Техеда-де-Тьетар
16. Торременга
17. Вальверде-де-ла-Вера
18. Виандар-де-ла-Вера
19. Вильянуэва-де-ла-Вера